# メーラト
メーラト （ヒンディー語: मेरठ, ヒンディー語発音: [ˈmeːɾəʈʰ]; 英: Meerut）は、インド北部のウッタル・プラデーシュ州の都市である。首都デリーの北東約60キロメートルに位置する。メーラット、メラート、メールト、メールートとも表記される。
人口は117万人。

## 歴史
- 1192年 - クトゥブッディーン・アイバクが征服。イスラム支配が始まる。
- 1803年 - イギリス東インド会社がメーラトを占領。大規模な駐屯地が設置される。
- 1857年 - セポイ（シパーヒー: インド人兵士）の反乱の発端となる蜂起がこの地で発生した。インド大反乱を参照。
- 1929年 - メーラト陰謀事件（Meerut Conspiracy Case）が発生。鉄道労働者らの労働運動が取り締まりを受けた。

## 経済
首都デリーに近いことから、繊維、タイヤ、製糖、スポーツ用品（特にクリケット用品）、楽器、出版など多様な産業を持つ。また、複数の製薬企業が拠点を置く。
2025年にデリー～メーラト間の高速輸送鉄道（ラピッドX）が開業した。最高速度は180km/hで、これにより移動時間が約45分まで短縮される。